# Marchjepolle
Marchjepolle (Fries en officieel: Marchjepôle) is een eiland in het Tjeukemeer (De Friese Meren, Friesland). Het is het grootste van de drie eilanden (Tsjûkepolle en Ganzetippe) die in het Tjeukemeer liggen.
Een groot gedeelte van De Marchjepolle is geschikt om te recreëren. Ook is er een strand.

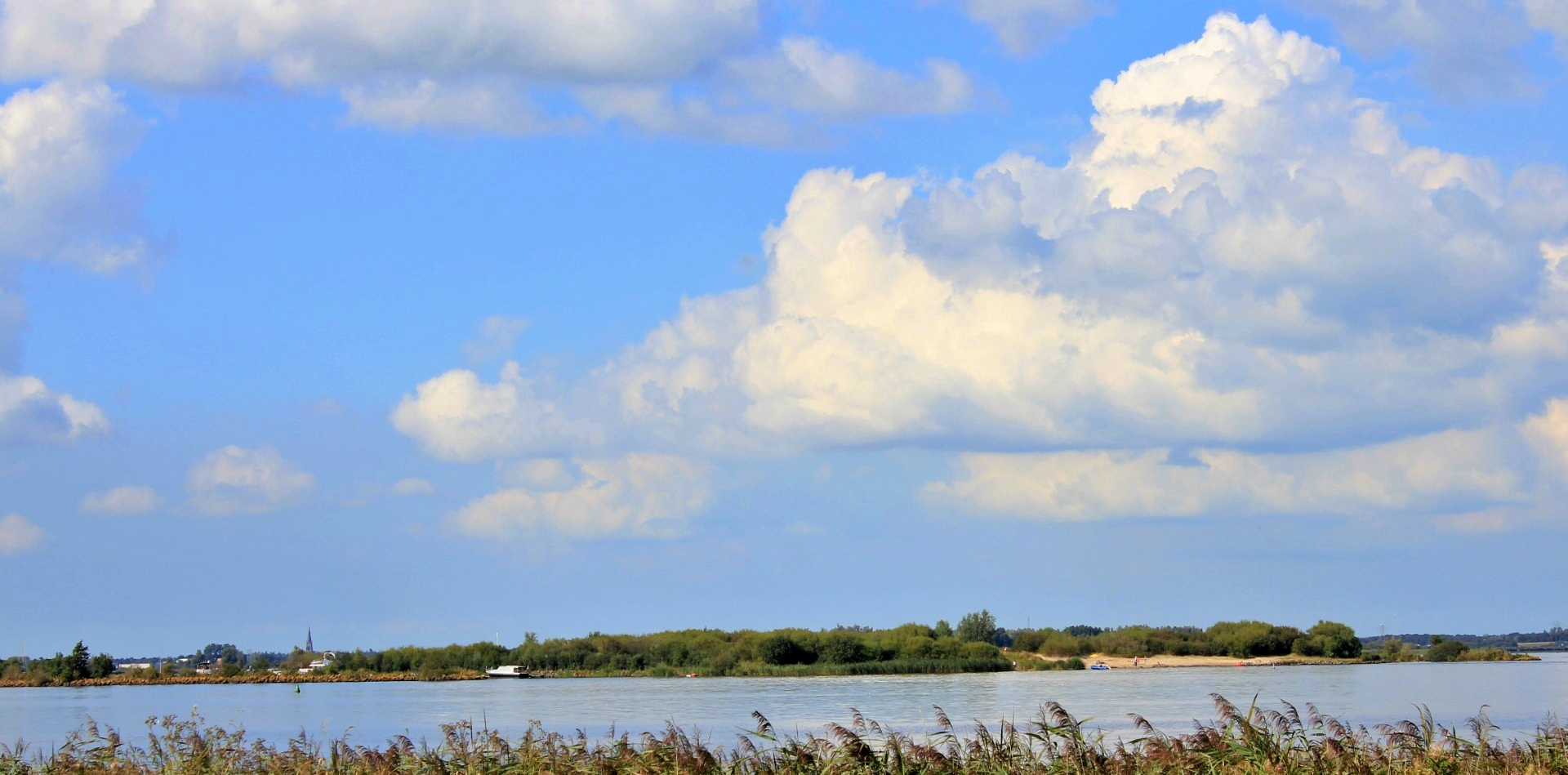
Zicht op Marchjepolle vanaf de oever bij Oosterzee